# Ржевско-сичјовска операција
Ржевско-сичјовска операција обухвата низ совјетских операција у Другом светском рату између 8. јануара 1942. и 31. марта 1943. Због великих губитака које је претрпела Совјетска армија, кампања је постала позната међу ветеранима и историчарима као"Ржевска машина за млевење меса" (рус. "Ржевская мясорубка").
Операције су се одвијале у области Ржева, Сичјовке у Сичјевском рејону, и Вјазми против немачких снага.